# 楊花大橋
楊花大橋（韩语：／ Yanghwa Daegyo）是一条横跨汉江的桥梁，位于韩国首尔。桥梁两端连接麻浦區和永登浦區，並有分岔路前往仙遊島公園，于1962年6月20日开始建造，1965年1月20日通车。大桥全长1600米。